# Abas Business Software
Abas ERP es un ERP que contiene diversas funcionalidades para empresas de producción, de distribución y del sector de servicios.
El sistema utiliza Unicode para permitir su operación en cualquier país. Se puede instalar en veintiocho idiomas.

## Base del  sistema
El sistema está basado en una arquitectura de software por niveles. La base del sistema está formada por una base de datos estable y orientada a objetos. La base de datos de registros de ABAS incrementa la velocidad y la eficiencia, y requiere escaso mantenimiento.

## Funcionalidades
Las principales funciones de ABAS incluyen:
- Ventas y proceso de órdenes de venta
- Envíos
- Compras y proceso de órdenes de compra
- Gestión de almacenes
- Programación
- Logística
- Gestión de materiales (MRP)
- Planificación de recursos materiales y control
- Contabilidad financiera
- Contabilidad de activos fijos
- Contabilidad de costos
- Comercio electrónico

## Arquitectura
El software utiliza una arquitectura por niveles. El fundamento del software es una base de datos orientada a objetos. El nivel de aplicación se basa en la base de datos y contiene las funciones principales. El escalón de presentación, o "Flexible User Interface (FOP)", comprende el tercer y último escalón, el cual interactúa con el usuario. La "Interfaz de Usuario Individual (Individual User Interface)", la "Interfaz de Usuario Estándar Flexible (Standard Flexible User Interface)" y las "Herramientas de ABAS" pertenecen a la capa de presentación.
Gracias a su arquitectura en capas, Abas ERP se puede integrar sin dificultades en los entornos IT existentes y de esta forma se garantiza su capacidad de actualización.

## Base de datos
abas ERP está basada en su propia base de datos orientada a objetos (Abas Open Object Oriented Database). La diferencia con respecto a las base de datos relacionales es un incremento en el funcionamiento, ya que los objetos se leen y se salvan como uno sólo. El registro de la estructura ofrece las características habituales de las bases de datos, como copias de seguridad en línea, rollback y la copia en el funcionamiento de la operación puede ser fácilmente implementada. Es posible el acceso a la base de datos de las siguientes APIs: una API basada en el framework de Java (AJO), un lenguaje de 4GL (FO), APIs en C, C++, C#, VB y VBA, así como las interfaces estándar ODBC y SQL.

## Ajustes individuales
Los campos individuales y tablas pueden ser agregados al software estándar a nivel de base de datos. Las pantallas que vienen por defecto o las individuales pueden ser ajustadas y el diseño puede ser realizado usando un editor gráfico. En los eventos por nivel, la lógica de mercado y el diálogo de control pueden ser ajustados o configurados usando un controlador de eventos. Esto puede ser implementado opcionalmente en FO o Java. Estos ajustes se recuerdan durante las actualizaciones si el programa ha sido limpiado. Desde 2008 Groovy también está siendo soportado. Los programas de FO pueden ser escritos usando un editor de diagramas estructurados, por ejemplo EasyCode. La implementación basada en Java está soportada por un AJO workbench, que está integrado en Eclipse.

## Interfaz Web
Un portal de negocios, basado en Liferay, está integrado en Abas ERP usando la base de datos a la que se puede acceder a través de portlets. Con este complemento adicional del producto Abas eB podemos poner las aplicaciones como una tienda en línea, un catálogo de productos, la conexión de las ventas de fuerza externas y una interfaz de navegador para Abas ERP puede ser elaborado. Servicios SOAP están disponibles para el intercambio de datos con el software de otra empresa.

## Impresión/creación de informes
Abas salió junto con un producto de software de código libre llamado JasperReports. Este software puede imprimir directamente documentos, aunque también puede generar los informes en varios tipos de archivos (PDF, Excel, XML). Una interfaz abierta hace posible integrar sistemas de reporte de otros proveedores.

## Documentación
La ayuda está disponible para los usuarios, administradores y desarrolladores en HTML, y las diferentes interfaces de Java están documentadas en el formato Javadoc común.